# Ханкок (тауншип, Миннесота)
Ханкок (англ. Hancock) — тауншип в округе Карвер, Миннесота, США. На 2000 год его население составило 367 человек.

## География
По данным Бюро переписи населения США площадь тауншипа составляет 46,4 км², из которых 45,9 км² занимает суша, а 0,4 км² — вода (0,95 %).

## Демография
По данным переписи населения 2000 года здесь находились 367 человек, 121 домохозяйство и 97 семей. Плотность населения — 8,0 чел./км². На территории тауншипа расположено 125 построек со средней плотностью 2,7 построек на один квадратный километр. Расовый состав населения: 95,91 % белых, 3,27 % азиатов и 0,82 % приходится на две или более других рас. Испанцы или латиноамериканцы любой расы составляли 0,27 % от популяции тауншипа.
Из 121 домохозяйства в 35,5 % воспитывались дети до 18 лет, в 73,6 % проживали супружеские пары, в 4,1 % проживали незамужние женщины и в 19,8 % домохозяйств проживали несемейные люди. 16,5 % домохозяйств состояли из одного человека, при том 10,7 % из — одиноких пожилых людей старше 65 лет. Средний размер домохозяйства — 3,03, а семьи — 3,43 человека.
29,7 % населения — младше 18 лет, 6,0 % — в возрасте от 18 до 24 лет, 30,2 % — от 25 до 44, 22,1 % — от 45 до 64, и 12,0 % — старше 65 лет. Средний возраст — 36 лет. На каждые 100 женщин приходилось 105,0 мужчин. На каждые 100 женщин старше 18 приходилось 115,0 мужчин.
Средний годовой доход домохозяйства составлял 58 750 долларов, а средний годовой доход семьи — 70 938 долларов. Средний доход мужчин — 36 250 долларов, в то время как у женщин — 25 000. Доход на душу населения составил 20 568 долларов. За чертой бедности находились 6,1 % семей и 9,1 % всего населения тауншипа, из которых 12,1 % младше 18 и 12,8 % старше 65 лет.